# Альинью, Алешандре
Алешандре Мануэл Фортеш Алинью порт. Alexandre Manuel Fortes Alhinho; род. 7 декабря 1953, Сан-Висенти, Кабо-Верде) — португальский футболист и тренер. Младший брат известного игрока Карлуша Алинью.

## Биография
В качестве футболиста выступал на позиции защитника. Провел один сезон за «Порту». Дольше всего Алинью выступал за «Белененсеш». После завершения своей карьеры он вернулся на родину, где в качестве тренера работал с рядом местных клубов. С 2003 по 2006 год Алешандре Алинью возглавлял сборную Кабо-Верде.

## Достижения

### Футболиста
- Серебряный призер Чемпионата Португалии (1): 1974/75.
- Финалист Кубка Лиссабона (1): 1979/80.

### Тренера
- Чемпион Кабо-Верде (1): 1989.